# Common wealth (film)
Common wealth er en dansk kortfilm fra 2006 med instruktion og manuskript af Jullian Ficarelli.

## Handling
Denne artikel mangler et handlingsreferat. Hjælp os med at skrive det.

## Medvirkende
- Claire Ross-Brown - Kvinden
- Brian Patterson - Engelsk mand
- Gauthier Bricmont - Fransk mand
- Scott Farrell - Italiensk mand